# Citizen Cope

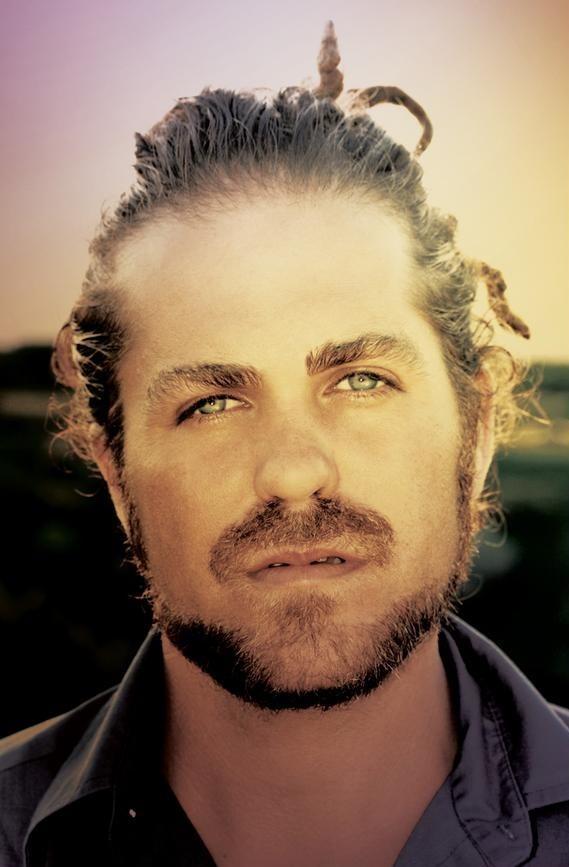
Citizen Cope (2008)

Citizen Cope ist der Künstlername von Clarence Greenwood (* 20. Mai 1968 in Memphis, Tennessee), einem US-amerikanischen Songwriter, Produzent und Sänger. Seine Musik besteht aus einer Mischung aus Blues, Soul, Folk und Rock. Seit 1993 schreibt er Songs, die er im Moment unter seinem eigenen Label, Rainwater Recordings, aufnimmt. Er gründete dies 2010, nachdem er beschloss, die Arbeit mit anderen großen Musikfirmen, u. a. Capitol, Arista, Dreamworks und RCA, einzustellen.

## Kindheit
Clarence Greenwood wurde in Memphis geboren, verbrachte aber Teile seiner Kindheit in Texas und Mississippi. Schließlich zog er nach Washington, D.C., wo er hauptsächlich aufwuchs.

## Karriere
Das erste Album brachte er 1992 in limitierter Stückzahl von 500 Exemplaren auf den Markt. Er nannte es Cope Citizen. Später übernahm er den Platz als DJ für die Hip-Hop-Gruppe Basehead in Washington DC. 1997 unterschrieb er einen Vertrag mit Capitol Records. Im Jahre 2000 begann Citizen Cope mit Produktionen bei Dreamworks. Zwei Jahre später veröffentlichte er das Album Citizen Cope. Das Magazin Rolling Stone schrieb: "...Cope melds hip-hop with folk, soul and blues...and 'feels' this combination deeply....Cope's uncommon chords and harmonies combine delicate dissonance with unexpected flashes of beauty..." - (...Cope verschmilzt Hip-Hop mit Folk, Soul und Blues und "fühlt" diese Kombination stark. Seine ungewöhnliche Musik kombiniert Unstimmigkeit mit unerwarteten Momenten der Schönheit.) Laut der Washington Post verdiene das Lied Let The Drummer Kick Gold. Kurz darauf forderte Arista, dass Greenwood sich aus seinem DreamWorks-Vertrag freikaufen solle. 2004 veröffentlichte er das Album The Clarence Greenwood Recordings, das er auch selbst produziert hatte und auf dem Carlos Santana bei dem Lied Son's Gonna Rise einen Gastauftritt hat. Auch dieses bekam von diversen Musikzeitschriften eine positive Bewertung. Every Waking Moment folgte 2006 und belegte Platz 69 der Billboard 200 Top Alben Verkaufsliste.  2010 beschloss Greenwood, seine eigene Produktionsfirma zu betreiben. Er nannte sie "Rainwater Recordings". Dieser Schritt ermöglichte es ihm, selbständig über seine Musik und Karriere zu entscheiden. Im selben Jahr brachte er The Rainwater LP raus.

## Diskografie

### Alben
- Citizen Cope (2002); DreamWorks SKG / Universal
- The Clarence Greenwood Recordings (2004); RCA (US: Gold)[5]
- Every Waking Moment (2006); RCA
- The Rainwater LP (2010); Rainwater Recordings
- One Lovely Day (2012); Rainwater Recordings / Rainwater Records
- Heroin and Helicopters (2019); Rainwater Recordings / Rainwater Records

### Singles
- 2004: Sideways (US: Gold)
- 2004: Son’s Gonna Rise (US: Gold)